# Grolier (maison d'édition)
Grolier est une maison d'édition américaine créée en 1895 installée aux États-Unis, au Canada, au Royaume-Uni et en Australie. Elle est spécialisée dans les ouvrages scolaires et la vente par correspondance.

## Historique
La maison d'édition a été fondée en 1895 à Boston, Massachusetts par Walter Jackson, qui avait quitté la Britannica à la suite de l'échec de sa tentative d'en prendre le contrôle. Il nomme sa maison Grolier en honneur du fameux bibliophile français Jean Grolier de Servières. En 1910, Grolier publie The Book of Knowledge, qui connaîtra de nombreuses éditions.
Grolier installe une succursale à Montréal. Celle-ci publie en 1947 la première édition de l'Encyclopédie Grolier, basée en grande partie sur le Dictionnaire encyclopédique Quillet, remanié et adapté au public canadien par une équipe placée sous la direction de John Barret McDonnell et comprenant Edmond Labelle, Guy Frégault, Émile Chartier, Raymond Tanghe, François Hertel, Léon Lortie, Irénée Lussier, Benoît Brouillette et Eudore Piché. Elle sera rééditée en 1952, 1954, 1960 et 1974. Cette encyclopédie a été amplement diffusée au Québec où elle disposait d'un réseau de vente à domicile.
En 1988, la division encyclopédie de la maison est rachetée par Hachette, qui est bien implantée dans l'édition d'encyclopédies et de manuels scolaires, et visera plus tard le marché naissant du multimédia avec son encyclopédie multimédia.
La même année, le 20 avril, la Walt Disney Company achète la société de vente par correspondance Childcraft Education Corporation, filiale de Grolier pour 52 millions d'USD,.
Depuis juin 2000, Grolier fait partie du groupe Scholastic, mais son nom a été conservé. Le site web, réservé aux abonnés, se présente comme « une source de contenu documentaire fiable et variée » pour les élèves du primaire.

## Marques

### Franklin Watts
La société Franklin Watts Inc. a été créée en 1942. Elle a été vendue à Grolier en 1957. Lorsque le fondateur éponyme a pris sa retraite en 1967, il s'est installé à Londres pour créer Franklin Watts Ltd. en 1969. Franklin Watts a de nouveau pris sa retraite en 1976.
Lorsque Grolier a racheté Children's Press en 1995, la plupart des livres de Franklin Watts ont été publiés sous la marque Children's Press. Lorsque Hachette a vendu Grolier à Scholastic Corporation en 2000, Scholastic a repris les droits américains de Children's Press et de Franklin Watts. La branche britannique existe aujourd'hui en tant que marque de Hachette UK : Hachette Children's Books.

### Orchard Books
La marque Orchard Books a été fondée en 1986 par Grolier en tant qu'éditeur de livres pour enfants. Hachette, qui a acquis Grolier en 1988, a vendu Grolier à Scholastic Corporation en 2000, ainsi que la branche américaine d'Orchard Books, tout en conservant la branche britannique.